# Aurél Török
Aurél Török (ur. 13 lutego 1842 w Bratysławie, zm. 1 września 1912 w Genewie) – węgierski biolog, zoolog, antropolog, profesor biologii na Uniwersytecie w Koloszwarze, od 1881 pierwszy profesor antropologii na Uniwersytecie w Budapeszcie. W 1884, wspólnie z Gézą Entzem, przetłumaczył na węgierski O pochodzeniu człowieka Darwina.

## Wybrane prace
- Grundzüge einer Systematischen Kraniometrie. Stuttgart, Verlag von Ferdinand Enke, 1890.
- Ueber eine neue Methode den Sattelwinkel zu messen. Leipzig, 1890